# Cantón de Reims-10
El cantón de Reims-10 era una división administrativa francesa, que estaba situada en el departamento de Marne y la región de Champaña-Ardenas.

## Composición
El cantón estaba formado por una fracción de la comuna que le daba su nombre:
- Reims (fracción)

## Supresión del cantón de Reims-10
En aplicación del Decreto nº 2014-208 de 21 de febrero de 2014, el cantón de Reims-10 fue suprimido el 22 de marzo de 2015 y la fracción de la comuna que le daba su nombre se unió con las demás fracciones para que, por medio de una reestructuración cantonal, fueran creados los nuevos cantones de Reims-1, Reims-2, Reims-3, Reims-4, Reims-5, Reims-6, Reims-7, Reims-8 y Reims-9 .